# Renault Clio V6
De Renault Clio Renault Sport V6 (meestal Renault Clio V6 genoemd) is een in gelimiteerde oplage gebouwde sportieve tweedeurs hatchback van de Franse autofabrikant Renault. De eerste generatie werd vanaf 2001 geproduceerd en werd in 2003 vervangen door de tweede generatie Clio V6 die tot en met 2005 geproduceerd werd. 

## Introductie
Tijdens de Autosalon van Parijs van 1998 werd, ter ere van de honderdste verjaardag van Renault, naast andere modellen ook de Clio Renault Sport V6 gepresenteerd. In 1998 kwam de tweede generatie van de populaire Renault Clio op de markt op basis waarvan de conceptauto ontwikkeld werd. Met dit model wilde Renault een eerbetoon brengen aan de sportieve successen van hun motorsportdivisie Renault Sport. De auto werd door Renault Sport ontwikkeld in samenwerking met het Britse Tom Walkingshaw Racing (TWR), een bedrijf dat gespecialiseerd is in het ontwerpen en fabriceren van race- en straatauto's. 

## Trophy (1999-2003)

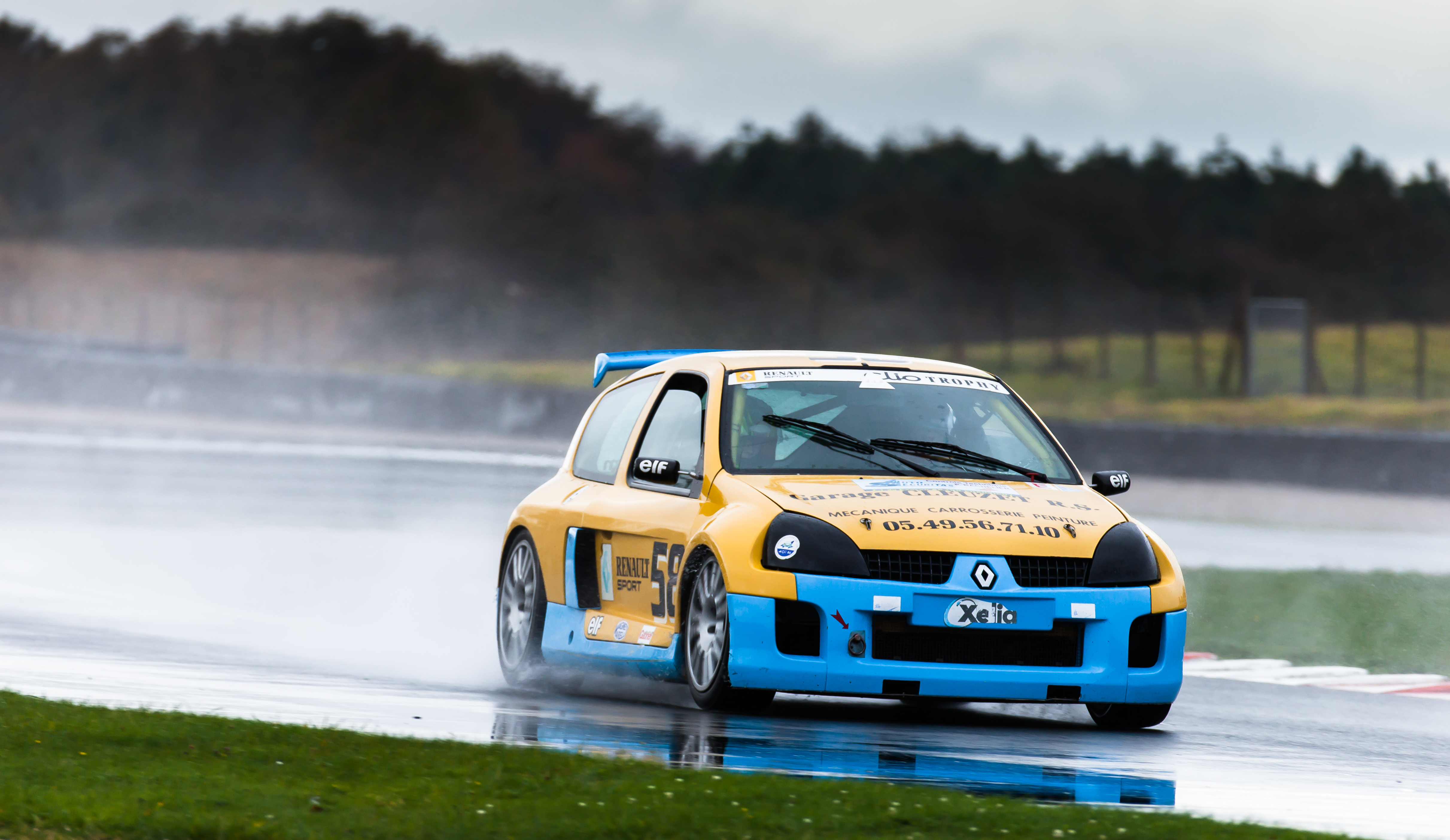
Renault Clio V6 Trophy

Op basis van de conceptauto zag de Renault Clio V6 Trophy in 1999 als eerste het levenslicht. De Trophy was een racewagen die in competitieverband de RenaultSport Spider Trophy moest opvolgen, een serie die in 1998 was gestopt. De motor was een voor de achteras geplaatste 285 pk (210 Kw) sterke 3-liter V6 brandstofmotor, een aangepaste variant van de motor die onder andere in de Laguna werd aangeboden. Via een sequentiële zesversnellingsbak werden de achterwielen aangedreven. Van de Trophy werden 159 exemplaren geproduceerd in de Renault Sport-fabriek in het Franse Dieppe.

## Eerste generatie (2001-2003)

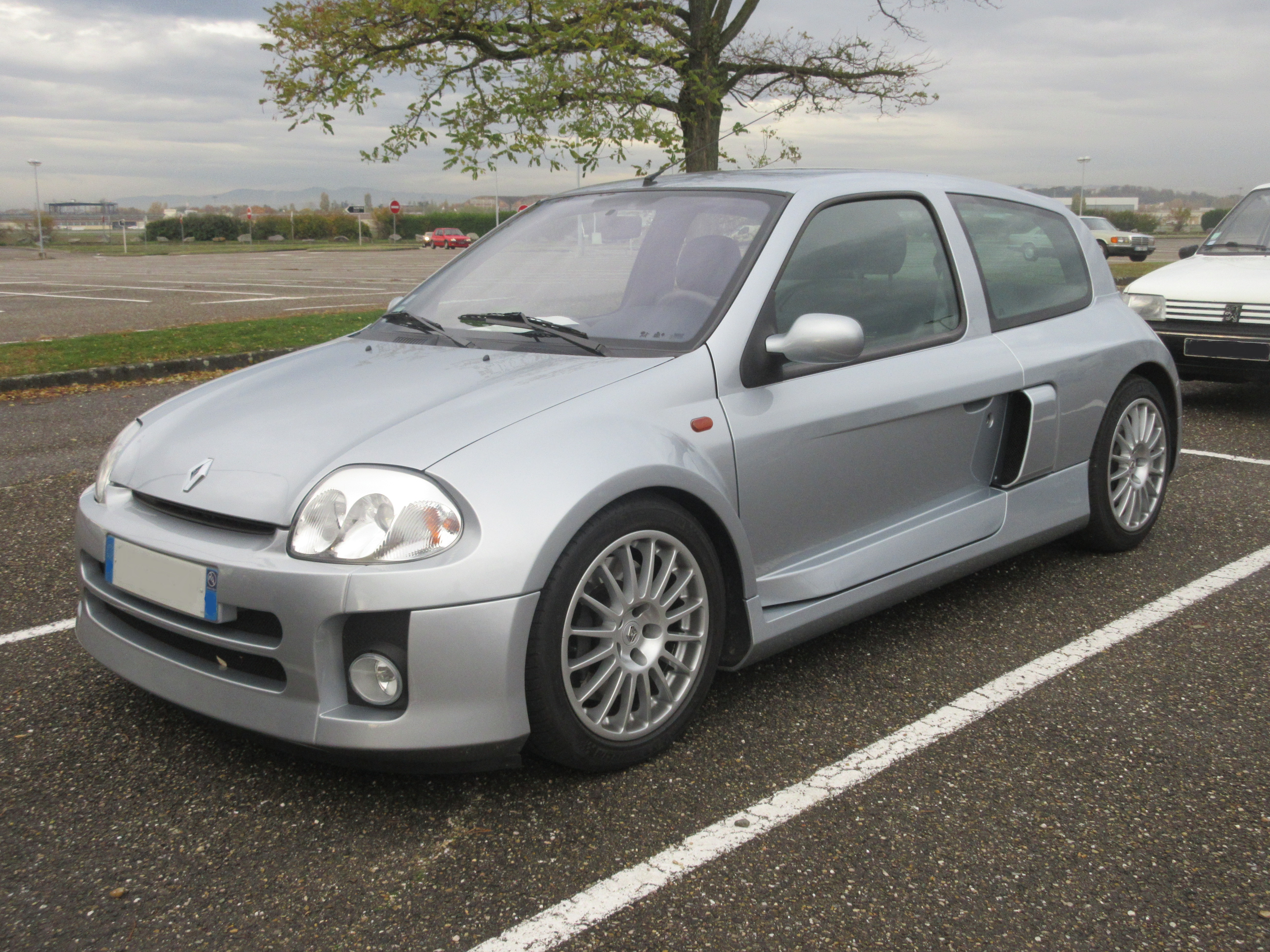
Renault Clio V6 generatie I

De consumentenversie van de Clio V6 werd gebaseerd op de Clio V6 Trophy. De lay-out met achterwielaandrijving en een krachtige V6-middenmotor was in de compacte klasse een unicum. Doordat de motor achter de voorstoelen gemonteerd was moest de achterbank worden opgeofferd en was de Clio V6 een tweezitter. De carrosserie was ten opzichte van een standaard Clio sterk aangepast met verbrede wielkasten, een gemodificeerde voorbumper met extra luchttoevoer, een achterbumper met dubbele uitlaten en een dakspoiler. De Clio V6 was daarmee 171 mm breder en 30 mm langer dan een standaard Clio. De spoorbreedte nam voor 96 mm en achter 125 mm toe. Met het sterk aangepaste uiterlijk en de ligging van de motor werd de Clio V6 als de (spirituele) opvolger gezien van de Renault 5 Turbo.
De V6-motor produceerde een vermogen van 230 pk (166 kW) en een koppel van 300 Nm en de Clio V6 was daarmee in staat om in 6,4 seconden naar 100 km/u te accelereren en een topsnelheid van 235 km/u te bereiken. De productie vond plaats in de fabriek van TWR in het Zweedse Uddevalla.  Van de eerste generatie zijn 1.634 exemplaren gebouwd.

## Tweede generatie (2003-2005)

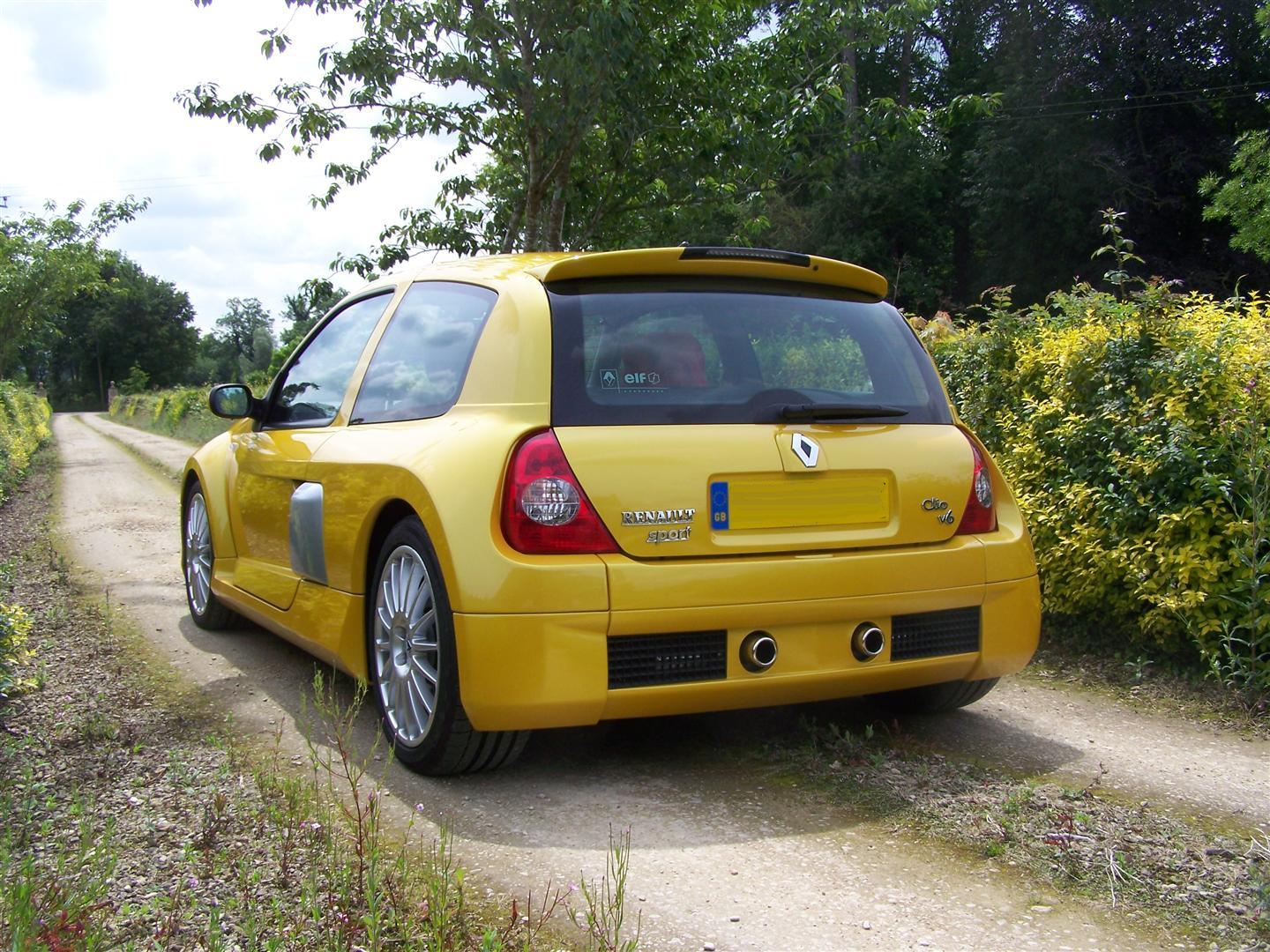
Renault Clio V6 generatie II

De Clio werd in 2001 grondig herzien en als Phase II uitgebracht. Op basis van deze versie kreeg ook de Clio V6 een facelift en werd deze tijdens de Autosalon van Parijs van 2002 geïntroduceerd. Vanwege de matige bouwkwaliteit van de eerste generatie Clio V6 werd de productie verplaatst naar de Renault Sport-fabriek in Dieppe, waar de auto met de hand werd gebouwd. Naast cosmetische aanpassingen werd het bestaande motorblok met hulp van Porsche getuned naar een vermogen van 255 pk (188 Kw). De topsnelheid nam daarmee toe naar 245 km/h en de sprint naar 100 km/h was in 5,8 seconden mogelijk. Na 1.309 exemplaren is de productie in 2005 gestaakt.